# Комуна (Швеція)
Комуни Швеції (громади, муніципалітети) (швед. Kommun) — адміністративно-територіальні одиниці місцевого самоврядування Швеції. Станом на 2018 рік країна поділяється на 290 комун, які формують 21 лен (округ чи область). Муніципальна влада відповідає за більшість послуг, що надаються на місцевому рівні, зокрема шкільна освіта, аварійно-рятівні служби і містобудування.

## Історія
Перші акти місцевої влади були реалізовані з 1 січня 1863 року. Діяли дві постанови, одна для міста й одна для сільської місцевості. Загальна кількість комун становила 2 498.
Сучасні комуни запроваджені внаслідок адміністративної реформи з 1 січня 1971 року. Тоді було скасовано поділ на сільські комуни (landskommuner), міські (stadskommuner) та чепінги (köpingskommuner), натомість встановлено єдиний тип адміністративної одиниці й усі муніципалітети (комуни) формуються тепер за єдиним принципом, без будь-яких привілеїв чи винятків. 
Діяльність комун регулюється чинним законодавством (Kommunallagen; SFS 1991:900) з 1991 року. Нові комуни та їхні назви встановлює уряд Швеції. Останні зміни здійснено 2003 року, коли появилася комуна Кнівста, відокремлена від Уппсальської комуни.

## Географічні межі
Комуни в Швеції покривають всю територію країни. Комуни північних регіонів займають великі площі малозаселених земель. Наприклад, Кіруна охоплює площу 19 446 км², що майже в 4 рази перевищує площу лену Галланд, розташованого на півдні Швеції.